# Dlinnoe, dlinnoe delo
Dlinnoe, dlinnoe delo (Длинное, длинное дело…) è un film del 1976 diretto da Grigorij Lazarevič Aronov e Vladimir Markovič Šredel'.

## Trama
L'eroe del film è un investigatore dell'ufficio del procuratore distrettuale. È una persona modesta, gentile e gentile, ma quando si tratta dei destini umani degli altri diventa irremovibile ed è pronto a sacrificare anche il proprio benessere e la propria condizione professionale per un verdetto equo.